# Batracomorphus nereus
Batracomorphus nereus är en insektsart som beskrevs av Knight 1983. Batracomorphus nereus ingår i släktet Batracomorphus och familjen dvärgstritar. Inga underarter finns listade i Catalogue of Life.